# Hamataliwa circularis
Hamataliwa circularis är en spindelart som först beskrevs av Kraus 1955.  Hamataliwa circularis ingår i släktet Hamataliwa och familjen lospindlar.
Artens utbredningsområde är El Salvador. Inga underarter finns listade i Catalogue of Life.